# Tapinauchenius cupreus
Tapinauchenius cupreus là một loài nhện trong họ Theraphosidae.
Loài này thuộc chi Tapinauchenius. Tapinauchenius cupreus được miêu tả năm 1996 bởi Joachim Schmidt & Bauer.